# Galaxy 27
O Galaxy 27 (G-27), também conhecido por Intelsat Americas 7 (IA-7) e Telstar 7, é um satélite de comunicação geoestacionário construído pela Space Systems/Loral (SS/L). Ele está localizado na posição orbital de 66 graus de longitude leste e é de propriedade da Intelsat. O satélite foi baseado na plataforma LS-1300 e sua vida útil estimada era de 12 anos.

## História
O Galaxy 27 foi o primeiro satélite localizado na posição orbital de 129° W de longitude, que serve a maior parte do mercado estadunidense. Foi construído pela Space Systems/Loral, como parte de sua linha FS-1300. O Galaxy 27 foi anteriormente conhecido como Intelsat Américas 7 e Telstar 7.
Os clientes atuais para o Galaxy 27 incluem StarBand e Talkstar Radio Network.
Este satélite teve uma falha de energia de vários dias em 2004 e retornou ao serviço com a capacidade reduzida.
Em maio de 2011, o Galaxy 27 foi transferido para 45,1 graus de longitude leste, a fim de expandir os serviços da Intelsat no Oriente Médio e Ásia Ocidental.

## Lançamento
O satélite foi lançado com sucesso ao espaço no dia 25 de setembro de 1999, às 06:29 UTC, por meio de um veículo Ariane 44LP a partir do Centro Espacial de Kourou, na Guiana Francesa. Ele tinha uma massa de lançamento de 3.790 kg.

## Capacidade e cobertura
O Galaxy 27 é equipado com 24 transponders em banda C e 40 em banda Ku para prestar serviços de telecomunicações para a América do Sul.